# Потреро (Калифорнија)
Потреро (енгл. Potrero) насељено је место без административног статуса у америчкој савезној држави Калифорнија.

## Демографија
По попису из 2010. године број становника је 656.
| Група             | 2000.    | 2010.       |
| Белци             | 0 (0,0%) | 140 (21,3%) |
| Афроамериканци    | 0 (0,0%) | 0 (0,0%)    |
| Азијати           | 0 (0,0%) | 0 (0,0%)    |
| Хиспаноамериканци | 0 (0,0%) | 499 (76,1%) |
| Укупно            | 0        | 656         |